# Славинское сельское поселение
Славинское сельское поселение —упразднённое муниципальное образование в составе муниципального образования «Гвардейский район» Калининградской области. Административный центр поселения — посёлок Славинск.

## География
Общая площадь составляет 21950 га, в том числе 12120 га — сельскохозяйственные угодья. В сельском поселении добывают нефть, имеются песчаные карьеры.
Через поселение образование проходит федеральная автомобильная трасса Калининград—Вильнюс—Москва и трасса областного значения Гвардейск—Полесск.
Поселение граничит с Зоринским и Озерковским сельскими поселениями, Гвардейским городским поселением, Гурьевским и Полесским районами.

## История
Славинское сельское поселение образовано 24 февраля 2005 года в соответствии с законом Калининградской области № 502. В его состав вошли территории Борского и Славинского сельских округов.
Законом Калининградской области от 10 июня 2014 года № 319 Гвардейское городское поселение, Знаменское сельское поселение, Зоринское сельское поселение, Озерковское сельское поселение и Славинское сельское поселение преобразованы путём их объединения во вновь образованное муниципальное образование, наделённое статусом городского округа, с наименованием «Гвардейский городской округ».

## Население
| 2002 | 2010  | 2012  | 2013  | 2014  |
| ---- | ----- | ----- | ----- | ----- |
| 1856 | ↗2995 | ↗3008 | ↗3027 | ↘3021 |

## Состав сельского поселения
В состав сельского поселения входило 20 населённых пунктов:
- Белово (посёлок) — 49[6]
- Борское (посёлок) — 193[6]
- Великолукское (посёлок) — 83[6]
- Демидово (посёлок) — 91[6]
- Забарье (посёлок) — 94[6]
- Звеньевое (посёлок) — 39[6]
- Калинково (посёлок) — 249[6]
- Кругловка (посёлок) — 148[6]
- Курган (посёлок) — 11[6]
- Лозовое (посёлок) — 52[6]
- Малиновка (посёлок) — 253[6]
- Осиновка (посёлок) — 49[6]
- Поддубное (посёлок) — 52[6]
- Рощино (посёлок) — 80[6]
- Славинск (посёлок, административный центр) — 944[6]
- Сокольники (посёлок) — 264[6]
- Холмы (посёлок) — 36[6]
- Яблоновка (посёлок) — 170[6]
- Ярки (посёлок) — 51[6]
- Ясеньское (посёлок) — 87[6]

## Социальная сфера
Действуют две школы в посёлках Славинск и Борское, детский сад в Славинске, четыре Дома культуры — в Славинске, Калинково, Сокольниках и Малиновке. В ДК посёлка Калинково имеется мордовский фольклорный ансамбль «Уморина». Функционируют две библиотеки.
В поселке Славинск действуют религиозные организации: «Православные Христиане» и евангелисты «Благая весть».

## Экономика
На территории поселения действуют 4 агропромышленные организации, а также 13 фермерских хозяйств и индивидуальных предпринимателей. Из промышленных предприятий действует ЗАО «Доминга—Ник» в посёлке Ясеньское, которое занимается обработкой древесины и производит паркетную доску.

## Достопримечательности
Объекты культурного наследия регионального значения:
- Руины кирхи XIV века в поселке Славинск

Местного значения:
- Мемориальный комплекс на братской могиле советских воинов, погибших в январе 1945 года, в посёлке Славинск, в которой захоронено 869 человек.